# Булыга, Андрей Евстафьевич
Андрей Евстафьевич Булыга (1902, село Канавы Полтавской губернии, теперь Кобеляцкого района Полтавской области — 1989, Одесса) — советский деятель органов государственной безопасности, генерал-майор. Депутат Верховного Совета УССР 2-го созыва.

## Биография
Андрей Евстафьевич Булыга родился 25 сентября 1902 года в селе Канавы. В 1918 году окончил начальное училище и некоторое время работал в волостном земельном отделе.
С 1919 года — в Рабоче-Крестьянской Красной Армии. С 1921 года служил в отрядах «по борьбе с бандитизмом» на Полтавщине.
В 1926 году окончил Сумскую пехотную школу и был призван на службу в пограничных войск ГПУ-НКВД.
Член ВКП(б) с 1927 года.
В 1938—1939 годах — начальник штаба Кяхтинського пограничного отряда, командир батальона, командир особого пограничного отряда Забайкальского пограничного округа. Участник боевых действий против японской армии в районе Халхин-Гола.
Участник Великой Отечественной войны. В 1941 году командовал 6-м пограничным отрядом в городе Раквере Эстонской ССР. В 1942 году - командир 6-й стрелковой дивизии Внутренних войск НКВД. 14.11.1942 — 15.01.1943 командовал Махачкалинской стрелковой дивизией Внутренних войск НКВД (в Дагестанской АССР). С 09.01.1943 командовал Грозненской дивизией (с 29.03.1944 — 8-я стрелковая дивизия) Внутренних войск НКВД (09.01.1943 — 08.04.1944 в звании полковника и с 08.04.1944 в звании генерал-майора). 01.01.1945 — 01.10.1945 командовал 66-й стрелковой дивизии Внутренних войск НКВД (в Грузинской ССР).
В ноябре 1945 — марте 1946 года — командир 62-й стрелковой дивизии внутренних войск НКВД СССР.
В марте 1946 — апреле 1948 года — начальник Управления внутренних дел УССР по Тернопольской области.
В 1948—1950 годах — заместитель министра внутренних дел Украинской ССР.
В сентябре 1950 — марте 1953 года — начальник Управления внутренних дел УССР по Харьковской области.
В апреле 1954 — июле 1956 года — министр внутренних дел Азербайджанской ССР.
Дата окончания службы: 12.12.1956.
Скончался в 1989 году в Одессе. Похоронен на Таировском кладбище.

## Звание
- майор
- подполковник
- полковник (29.11.1940)
- генерал-майор (8.04.1944)

## Награды
- орден Ленина
- орден Трудового Красного Знамени (23.01.1948)
- три ордена Красного Знамени (17.11.1939, 1942,)
- два ордена Красной Звезды (1942, 19.09.1952)
- орден Отечественной войны 1-й ст.
- орден Кутузова 2-й ст. (21.09.1945)
- монгольский боевой орден 1-й ст.
- медали
- заслуженный работник НКВД (1941)

## Ссылка
- Справочник по истории Коммунистической партии и Советского Союза 1898—1991 (рус.)